# Arrothia melanobasis
Arrothia melanobasis là một loài bướm đêm trong họ Noctuidae.